# Кюнга Лотро Г'ялцен
Кюнга Лотро Г'ялцен (тиб. ཀུན་དགའ་བློ་གྲོས་རྒྱལ་མཙའན; 1299– 1327) — 8-й діші (імператорський наставник) Тибету в 1314—1327 роках.

## Життєпис
Походив з аристократичного роду Чжамьянгон з клану Кхен. Син Санпопала, сак'я-трицзін (настоятеля) школи Сак'я і данса-ченпо (теократичного очільника) Тибету, й Джомо Кюнги Бумпхулви (уддови дпон-чена Аґлена). Народився 1299 року. Здобув буддійську освіту, характерну для школи Сак'я.1303 рокуразом з батьком перебрався доТибету, оскільки до того Санпопал обіймав посади номінально.
1314 року призначається діші (імператорським наставником). 1315 року відбулася офіційна церемонія призначення в Ханбалику. Спрямував зусилля на відновлення ваги своєї посаги, користуючись послаблення імператорської влади.
1322 року повертається до області Сак'я в Тибеті. Фактично перебрав владу у хворого батька. Разом з тим отримав наказав від імператора навести лад серед своїх 12 братів, що почали протистояння між собою. Кюнга Лотро Г'ялцен розділив їх на 4 групи: Чжітун, Лхакхан, Рінченан і Дучо, очільник кожної отримав титул данса. При цьому Санпопал зберіг титулданса-ченпо (верховного настоятеля-правителя). Остаточний поділ завершився напочатку 1324 року, вже після смерті батька. Посаду сак'я-трицзіна і данса-ченпо отримав брат Кюнга Лотро Г'ялцена — Хацун Намхе Лекпа Г'ялцен, який швидко втрачав авторитет. Втім того ж року діші повернувся до Ханбалику.
1326 року планувавперебратисядо Тибету, де почалася війна між братами, що послабило вплив школи Сак'я. Цьому завадило повстання в регіоні Амдо. Помер 1327 року. Його посаду отримав брат Кюнга Лекпа Юнне Г'ялцен.